# Holbæk Red Devils
Gli Holbæk Red Devils sono stati una squadra di football americano di Holbæk, in Danimarca .
Hanno partecipato alla 1. division 2019 in collaborazione con gli Herlev Rebels.
Dopo la stagione 2019 si sono fusi coi Kalundborg Mustangs per formare i NAFC Warriors.

## Dettaglio stagioni

### Tackle football

#### Tornei

##### Tornei nazionali

###### Nationalligaen
| Stagione | regular season | regular season | regular season | regular season | regular season | regular season | playoff | playoff | playoff | playoff | playoff | playoff   | playoff            |
|          | Vin            | Par            | Per            | Tot            | PF             | PS             | Vin     | Per     | Tot     | PF      | PS      | risultato | avversaria         |
| -------- | -------------- | -------------- | -------------- | -------------- | -------------- | -------------- | ------- | ------- | ------- | ------- | ------- | --------- | ------------------ |
| 2014     | 2              | 0              | 8              | 10             | 126            | 337            | 1       | 0       | 1       | 44      | 8       | Spareggio | Esbjerg Hurricanes |
| Totale   | 2              | 0              | 8              | 10             | 126            | 337            | 1       | 0       | 1       | 44      | 8       |           |                    |

Fonti: Enciclopedia del Football - A cura di Roberto Mezzetti

###### Kvalifikations Ligaen
| Stagione | regular season | regular season | regular season | regular season | regular season | regular season | playoff | playoff | playoff | playoff | playoff | playoff      | playoff           |
|          | Vin            | Par            | Per            | Tot            | PF             | PS             | Vin     | Per     | Tot     | PF      | PS      | risultato    | avversaria        |
| -------- | -------------- | -------------- | -------------- | -------------- | -------------- | -------------- | ------- | ------- | ------- | ------- | ------- | ------------ | ----------------- |
| 2012     | 7              | 0              | 3              | 10             | 290            | 116            | 1       | 0       | 1       | 0       | 50      | Non promossi | Horsens Stallions |
| 2013     | 8              | 0              | 2              | 10             | 319            | 46             | 2       | 2       | 0       | 95      | 21      | Promossi     | Horsens Stallions |
| Totale   | 15             | 0              | 5              | 20             | 609            | 162            | 3       | 2       | 1       | 95      | 71      |              |                   |

Fonti: Enciclopedia del Football - A cura di Roberto Mezzetti

###### 2. division
| Stagione | regular season | regular season | regular season | regular season | regular season | regular season | playoff | playoff | playoff | playoff | playoff | playoff   | playoff    |
|          | Vin            | Par            | Per            | Tot            | PF             | PS             | Vin     | Per     | Tot     | PF      | PS      | risultato | avversaria |
| -------- | -------------- | -------------- | -------------- | -------------- | -------------- | -------------- | ------- | ------- | ------- | ------- | ------- | --------- | ---------- |
| 2015     | 3              | 0              | 6              | 9              | 118            | 279            | -       | -       | -       | -       | -       | -         | -          |
| 2016     | 0              | 0              | 10             | 10             | 0              | 500            | -       | -       | -       | -       | -       | -         | -          |
| Totale   | 3              | 0              | 16             | 19             | 118            | 779            | -       | -       | -       | -       | -       |           |            |

Fonti: Enciclopedia del Football - A cura di Roberto Mezzetti

### Riepilogo fasi finali disputate
| Anno              | Luogo   | Evento         | Fase del torneo      | Incontro                               | Risultato     |
| 16 settembre 2012 | Horsens | 1. division    | Semifinale           | Horsens Stallions - Holbæk Red Devils  | 50 - 0 d.g.s. |
| 6 ottobre 2013    | Horsens | Nationaligaen  | Spareggio promozione | Horsens Stallions - Holbæk Red Devils  | 21 - 35       |
| 21 settembre 2014 | Holbæk  | Nationalligaen | Spareggio            | Holbæk Red Devils - Esbjerg Hurricanes | 44 - 8        |